# 施小煒
施 小煒（し・しょうい、シー シャオウェイ、1957年10月 - ）は、中華人民共和国の日本文学研究者である。日本文学の翻訳家としても知られる。

## 来歴
中華人民共和国の安徽省合肥市で生まれた。1978年2月に復旦大学外文学院へ入学し、日本語言文学を専攻。卒業後、復旦大学に留まり1989年まで教員を務めた。同年日本へ留学し、1989年10月から1996年まで早稲田大学大学院日本文学研究科にて芥川龍之介を主要な研究対象にし、特に芥川と中国の関係を研究した。留学中、早稲田奉仕園会館に居住していた。
その後日本大学文理学部で教員を務め、比較文学を主に担当した。
2007年3月に帰国し、上海杉達学院日本語学科の教授職に就き、2010年現在、日本語学科の主任教授を務めている。

## 翻訳業
翻訳家としては、原文に忠実で正確、滑らかな文章と評価されている。村上春樹の簡体字翻訳は従来林少華が担当してきたが、施小煒が小説『1Q84』の翻訳者に選ばれた。施小煒の村上春樹訳は『1Q84』が2作目である。教授職の傍らでの翻訳に、激しい腰痛が起きたが、「1ページごとが挑戦だ。満足のいく作品にしたい」と、ベッドで横になって翻訳に努めた。

## 自著等
自著
- 『中国文学的意义--芥川龙之介的形成』 日本文学集刊 1993年
- 『东篱撷樱』 広西師範大学出版社 2005年1月1日 ISBN 9787563351510

主編
- 『日本语与日本文化 にほんごとにほんぶんか （第一辑）』 上海交通大学出版社 2010年5月1日 ISBN 9787313063410

共編
- 『芥川龍之介全作品事典』（施小煒は日本人以外の唯一の参加）[1]
- 『芥川龍之介新辞典』（施小煒は日本人以外の唯一の参加）[1]

寄稿
- 『译林 Translations 2002年 第06期 6. 冷静与热情之间』 譯林出版社
- 『译林  Translations 2005年 第06期 4. "他人就是暴力"--漫话第133届芥川直木二奖』 譯林出版社
- 『译林  Translations 2006年 第02期 10.  一个出人意料的结局--第134届芥川直木二奖评述』 譯林出版社
- その他、学術雑誌『復旦学報』、早稲田大学国文学会の機関紙『国文学研究』、日本の月刊文学研究誌『国文学 解釈と鑑賞』等に寄稿している[1]。

## 翻訳書
出版社、年月日、ISBNは翻訳版。
- 小野四平 『中国近世における短篇白話小説の研究』 上海古籍出版社 1997年10月 ISBN 9787532522507
- 夢枕獏
  - 『陰陽師 飛天ノ巻』 南海出版社 2005年3月1日 ISBN 9787544230001
  - 『陰陽師 鳳凰ノ巻』 南海出版社 2005年3月1日 ISBN 9787544230025
- 林真理子 『葡萄が目にしみる』 （共訳: 施小炜、张乐风） 漓江出版社 2006年5月1日 ISBN 9787540734183
- 川上弘美 『センセイの鞄』 （共訳: 施小炜、张乐风） 南海出版社 2006年11月1日 ISBN 9787544233316
- 玄侑宗久 『禅的生活』 南海出版社 2007年7月1日 ISBN 9787544237468
- 野坂昭如 『火垂るの墓』 南海出版社 2009年2月1日 ISBN 9787544244206
- 村上春樹
  - 『走ることについて語るときに僕の語ること』 南海出版公司 2009年1月1日 ISBN 9787544242820（第2版2010年6月1日 ISBN 9787544247689）
  - 『1Q84 BOOK1』 南海出版公司 2010年5月1日 ISBN 9787544247269
  - 『1Q84 BOOK2』 南海出版公司 2010年6月1日 ISBN 9787544247252
  - 『1Q84 BOOK3』 南海出版公司 2011年1月1日
  - 『アフターダーク』 南海出版公司 2012年2月 ISBN 9787544248372
  - 『村上春樹 雑文集』 南海出版公司 2013年4月 ISBN 9787544264839
  - 『ねむり』 南海出版公司 2013年4月 ISBN 9787544265324
  - 『色彩を持たない多崎つくると、彼の巡礼の年』 南海出版公司 2013年10月 ISBN 9787544268417
  - 『おおきなかぶ、むずかしいアボカド 村上ラヂオ2』 南海出版公司 2014年10月16日 ISBN 9787544274050
  - 『サラダ好きのライオン 村上ラヂオ3』 南海出版公司 2015年6月1日 ISBN 9787544277549
  - 『職業としての小説家』 南海出版公司 2017年1月 ISBN 9787544285377
- 芥川龍之介 『支那遊記』[1]